# Mięśnie płatowate
Mięśnie płatowate (łac. musculi splenii) – w anatomii człowieka dwa płaskie, podłużne mięśnie głębokie grzbietu, z grupy mięśni długich, podgrupy mięśni kolcowo-poprzecznych. Położone są w okolicy karku, pod mięśniem czworobocznym i mostkowo-obojczykowo-sutkowym. 
Każdy mięsień płatowaty składa się z dwóch części: górnego mięśnia płatowatego głowy (musculus splenius capitis) i dolnego mięśnia płatowatego szyi (musculus splenius cervicis). Części te mogą być jednak także całkowicie rozdzielone, stanowiąc wtedy zupełnie odrębne mięśnie. Mięsień płatowaty głowy rozpoczyna się na więzadle karkowym na wysokości C3–C7 oraz na wyrostkach kolczystych i więzadle nadkolcowym Th1–Th2. Przyczep końcowy ma na wyrostku sutkowatym kości skroniowej i poniżej kresy karkowej górnej na płaszczyźnie karkowej. Przykryty jest tam przez przyczep mięśnia mostkowo-obojczykowo-sutkowego. Mięsień płatowaty szyi rozpoczyna się w przedłużeniu mięśnia płatowatego głowy oraz na wyrostkach kolczystych i więzadle nadkolcowym Th3–Th5, a kończy na guzkach tylnych wyrostków poprzecznych 2–3 pierwszych kręgów szyjnych.
Mięśnie te unaczynione są przez gałązki tętnicy potylicznej, tętnicy poprzecznej szyi, tętnicy kręgowej i tętnicy szyjnej głębokiej, a unerwione przez gałęzie tylne nerwów szyjnych (C1–5).
Zginają szyję (mięsień płatowaty szyi) i głowę (mięsień płatowaty głowy) ku tyłowi oraz do boku (przy jednostronnym działaniu).